# Chirurdzy (seria 14)
Czternasty sezon amerykańskiego serialu medycznego Grey’s Anatomy: Chirurdzy został zamówiony 10 lutego 2017 roku przez stację ABC. Premiera w Stanach Zjednoczonych odbyła się 28 września 2017 roku. Sezon jest wyprodukowany przez ABC Studios we współpracy z Shondaland oraz The Mark Gordon Company. Krista Vernoff powraca w roli scenarzystki i zastępuje Stacy McKee. W tym sezonie wyemitowany został 300 odcinek, którego fabuła jest aluzją do początku serialu i oryginalnych postaci.

## Główna obsada
- Ellen Pompeo jako dr Meredith Grey
- Justin Chambers jako dr Alex Karev
- Chandra Wilson jako dr Miranda Bailey
- James Pickens Jr. jako dr Richard Webber
- Kevin McKidd jako dr Owen Hunt
- Jessica Capshaw jako dr Arizona Robbins
- Sarah Drew jako dr April Kepner
- Jesse Williams jako dr Jackson Avery
- Caterina Scorsone jako dr Amelia Shepherd
- Camilla Luddington jako dr Jo Wilson
- Kelly McCreary jako dr Maggie Pierce
- Jason George jako dr Benjamin Warren
- Martin Henderson jako dr Nathan Riggs
- Giacomo Gianniotti jako dr Andrew DeLuca

## Drugoplanowe
- Debbie Allen jako dr Catherine Avery
- Kim Raver jako dr Teddy Altman[3]
- Matthew Morrison jako dr Paul Stadler[4]
- Abigail Spencer jako Megan Hunt, siostra Owena[5]

## Gościnne występy
- Debra Mooney jako Evelyn Hunt
- Bill Smitrovich jako dr Walter Carr
- Chelcie Ross jako dr Harper Avery
- Kate Burton jako dr Ellis Grey
- Mark Moses jako dr Larry Maxwell
- Jaina Lee Ortiz jako Andrea "Andy" Herrera
- Scott Speedman jako dr Nick Marsh
- Mary Kay Place jako Olive Warner
- Sarah Utterback jako pielęgniarka Olivia Harper
- Lindsay Wagner jako Helen Karev
- Geena Davis jako dr Nicole Herman

## Odcinki
| Nr | #  | Tytuł                                     | Polski tytuł                                       | Reżyseria       | Scenariusz              | Premiera (ABC)       | Premiera w Polsce (Fox Polska) | Kod    |
| --- | -- | ----------------------------------------- | -------------------------------------------------- | --------------- | ----------------------- | -------------------- | ------------------------------ | ------ |
| 294 | 1  | Break down the House                      | Dom w rozsypce                                     | Debbie Allen    | William Harper          | 28 września 2017     | 22 listopada 2017              | #14.1  |
| Hunt widzi siostrę. Zostaje przetransportowana do szpitala GREY-SLOAN MEMORY HOSPITAL. Riggs dowiaduje się, że jego narzeczona żyje. Stephanie wyjeżdża do Teksasu. Teddi przyjeżdża z Owenen.Amelią i Megan do szpitala. Elaiza wyjeżdża porzucając Arizone. Magge flirtuje z Jacksonem. |    |                                           |                                                    |                 |                         |                      |                                |        |
| 295 | 2  | Get Off on the Pain                       | Podniecić się bólem                                | Kevin McKidd    | Krista Vernoff          | 28 września 2017     | 22 listopada 2017              | #14.2  |
| Meredit nie radzi sobie ze złością siostry. Robinson po rozstaniu z Elaizą szuka pocieszenia w barze. Do szpitala przybywają studenci. Owen martwi się o Amelię i proponuje jej pomoc. Amelia ma poważne problemy zdrowotne. |    |                                           |                                                    |                 |                         |                      |                                |        |
| 296 | 3  | Go Big or Go Home                         | Pójść na całość                                    | Chandra Wilson  | Meg Marinis             | 5 października 2017  | 29 listopada 2017              | #14.3  |
| Wizyta przedstawicieli fundacji HARPERA EVERY wprowadza w szpitalu niepokój. Jedna ze specjalistów zostaje pacjentką szpitala. |    |                                           |                                                    |                 |                         |                      |                                |        |
| 297 | 4  | Ain't That a Kick in the Head             | Kubeł zimnej wody                                  | Geary McLeod    | Marlana Hope            | 12 października 2017 | 6 grudnia 2017                 | #14.4  |
| Amelia ma operacje guza mózgu. Niestety po operacji lekarze odkrywają komplikacje tzw.amnezje wsteczną którą ma Amelia. Riggs przywozi syna Megan. |    |                                           |                                                    |                 |                         |                      |                                |        |
| 298 | 5  | Danger Zone                               | Strefa zagrożenia                                  | Cecilie Mosli   | Jalysa Conway           | 26 października 2017 | 13 grudnia 2017                | #14.5  |
| Iraq 2007 rok Owen.Megan.Teddy i Riggs maja retrospekcje z pobytem na wojnie. Amelia wraca do domu a Riggs.Hunt i Farouk wyjeżdżają do Los Angeles.Owen i Amelia chcą rozwodu. |    |                                           |                                                    |                 |                         |                      |                                |        |
| 299 | 6  | Come on Down to My Boat, Baby             | Przyjdź na moją łódź, kochanie                     | Lisa Leone      | Kiley Donovan           | 2 listopada 2017     | 20 grudnia 2017                | #14.6  |
| Amelia wraca do pracy. Grey zostaje twarzą okładki magazynu medycznego i dostaje nominacje do nagrody Harpera Averego. Szpital pozyskuje sześciu nowych rezydentów i bardzo dużą kwotę pieniężna od anonimowego darczyńcy, z których ma zostać stworzony nowy konkurs. |    |                                           |                                                    |                 |                         |                      |                                |        |
| 300 | 7  | Who Dies, Who Lives, Who Tells Your Story | Kto przeżyje, kto umrze, kto opowie twoją historię | Debbie Allen    | Krista Vernoff          | 9 listopada 2017     | 27 grudnia 2017                | #14.7  |
| Nadchodzi dzień rozdania nagrody Harpera Averego.ale Meredit nie leci.woli zostać z pacjentami. Zola zostaje w szpitalu z ciotką i wyznaje jej że chce zostać neurochirurgiem jak jej tata Derek + . Sofia leci do domu Arizony. |    |                                           |                                                    |                 |                         |                      |                                |        |
| 301 | 8  | Out of Nowhere                            | Z zaskoczenia                                      | Kevin McKidd    | William Harper          | 16 listopada 2017    | 3 stycznia 2018                | #14.8  |
| Hakerzy przejmują kontrole nad szpitalem. Mąż Wilson odnajduje ją w szpitalu. Do szpitala wkracza FBI. |    |                                           |                                                    |                 |                         |                      |                                |        |
| 302 | 9  | 1-800-799-7233                            | Cztery pory roku w jeden dzień                     | Bill D'Elia     | Andy Reaser             | 18 stycznia 2018     | 7 lutego 2018                  | #14.9  |
| Stażysta pomaga w odhakowaniu systemu szpitala. Richard przekazuje Kepner realizację konkursu. Mąż Jo grozi jej. |    |                                           |                                                    |                 |                         |                      |                                |        |
| 303 | 10 | Personal Jesus                            | Osobisty Jezus                                     | Kevin Sullivan  | Zoanne Clack            | 25 stycznia 2018     | 14 lutego 2018                 | #14.10 |
| Mąż Wilson umiera. Kepner jest zła na Richarda. Beliey i Ben rozmawiają z synem o jego bezpieczeństwie. April zwątpiła w Boga. |    |                                           |                                                    |                 |                         |                      |                                |        |
| 304 | 11 | (Don't Fear) the Reaper                   | Nie obawiaj się śmierci                            | Nicole Rubio    | Elisabeth R. Finch      | 1 lutego 2018        | 21 lutego 2018                 | #14.11 |
| Miranda Beliey zgłasza się do szpitala z zawałem serca. |    |                                           |                                                    |                 |                         |                      |                                |        |
| 305 | 12 | Harder, Better, Faster, Stronger          | Ciężej, lepiej, szybciej, mocniej                  | Jeannot Szwarc  | Kiley Donovan           | 8 lutego 2018        | 28 lutego 2018                 | #14.12 |
| Wszyscy specjaliści przygotowują się do pracy konkursowej. Webber uczy się tańca dla żony. |    |                                           |                                                    |                 |                         |                      |                                |        |
| 306 | 13 | You Really Got a Hold on Me               | Masz władzę nade mną                               | Nzingha Stewart | Stacy McKee             | 1 marca 2018         | 7 marca 2018                   | #14.13 |
| Miranda wraca do pracy. Kandydaci którzy dostali nominacje do dalszej części konkursu zajmują się wdrożeniem planów w życie. Odcinek jest odcinkiem pilotowym serialu Jednostka 19 - drugiego spin-offu serialu Chirurdzy. |    |                                           |                                                    |                 |                         |                      |                                |        |
| 307 | 14 | Games People Play                         | Ludzkie gierki                                     | Chandra Wilson  | Jason Ganzel,Julie Wong | 8 marca 2018         | 14 marca 2018                  | #14.14 |
| Do szpitala przybywają zawodnicy rugby. Pierce zaprasza przyjaciół na wieczór gier. Meredith próbuje zdobyć prawa do preparatu potrzebnego do badań konkursowych. Jackson wyznaje miłość Maggie. |    |                                           |                                                    |                 |                         |                      |                                |        |
| 308 | 15 | Old Scars, Future Hearts                  | Stare rany, przyszłe serca                         | Ellen Pompeo    | Tameson Duffy           | 15 marca 2018        | 21 marca 2018                  | #14.15 |
| Odcinek jest o pierwszej miłości. Grey traci polimery potrzebne do badań. Karev oświadcza się Wilson. |    |                                           |                                                    |                 |                         |                      |                                |        |
| 309 | 16 | Caught Somewhere in Time                  | Zawieszeni w czasie                                | Nicole Rubio    | Jalysa Conway           | 22 marca 2018        | 28 marca 2018                  | #14.16 |
| Hunt i Shepherd znowu się do siebie zbliżają <sex> bez zobowiązań. Sofia mówi matce, że chce wracać do New York. Meredith rezygnuje z badań. Owen wyjeżdża do teddy. |    |                                           |                                                    |                 |                         |                      |                                |        |
| 310 | 17 | One Day Like This                         | Dzień taki jak ten                                 | Kevin McKidd    | Elisabeth R. Finch      | 29 marca 2018        | 4 kwietnia 2018                | #14.17 |
| "Jednego dnia może się otworzyć więcej nowych możliwości,niż sobie wyobrażamy ... " April popada w alkoholizm z powodu utraty wiary. Altman wywala Hunta z domu. |    |                                           |                                                    |                 |                         |                      |                                |        |
| 311 | 18 | Hold Back the River                       | Powstrzymać rzekę                                  | Geary McLeod    | Alex Manugian           | 5 kwietnia 2018      | 11 kwietnia 2018               | #14.18 |
| "Życie niczego nam nie gwarantuje,tak jak rzeka płynie tam gdzie chce,chirurdzy poświęcają życie by iść pod prąd ... " April się nawraca. Grey powraca do badań nad wyprodukowaniem małych organów. |    |                                           |                                                    |                 |                         |                      |                                |        |
| 312 | 19 | Beautiful Dreamer                         | Piękne marzenia                                    | Jeannot Szwarc  | Meg Marinis             | 12 kwietnia 2018     | 18 kwietnia 2018               | #14.19 |
| Maggie jest wściekła na Jacksona. Jedna ze stażystek ma zostać deportowana z kraju. Owen Hunt adoptuje dziecko. |    |                                           |                                                    |                 |                         |                      |                                |        |
| 313 | 20 | Judgment Day                              | Dzień sądu                                         | Sydney Freeland | Julie Wong              | 19 kwietnia 2018     | 25 kwietnia 2018               | #14.19 |
| Każdy z 25 uczestników konkursu prezentuje swoje osiągnięcia, a tylko 5 z nich otrzyma grant o wysokości miliona dolarów na dalsze badania. Pacjentka w ramach podziękowania dale Robins ciasteczka, które zawierają marihuanę, a nieświadoma niczego lekarka dzieli się ciastkami z przyjaciółkami (Deluca, Pierce, Avery Jackson, Avery Cathenne, Bailey, stażyste i Kepner). Cathenne Avery mówi synowi o sekrecie rodziny Avery. |    |                                           |                                                    |                 |                         |                      |                                |        |
| 314 | 21 | Bad Reputation                            | Zła sława                                          | Kevin McKidd    | Mark Driscoll           | 26 kwietnia 2018     | 2 maja 2018                    | #14.21 |
| Meredith oddaje swoje i matki nagrody H.Averego. Na jaw wychodzi kto sfinansował konkurs. Avery za namową Grey chce ratować swoje nazwisko i fundacje. Zmieniają nazwę fundacji z Harpera Avery na Chaterine Fox. Amelia wprowadza się do Owena z biologiczną matką Lio. "zmieniamy własną opowieść, nieważne jak inni nas opisują ... "                                                                                             |    |                                           |                                                    |                 |                         |                      |                                |        |
| 315 | 22 | Fight for Your Mind                       | Walcz o swoje przekonania                          | Jesse Williams  | Andy Reaser             | 3 maja 2018          | 9 maja 2018                    | #14.22 |
| Karev jedzie do Matki która choruje od lat na schizofrenie, myśli ze matka zmarła.. Sofia zostaje zawieszona w szkole za kradzież pieniędzy. Arizona postanawia wyjechać z córką do New York, gdzie mieszka druga matka Sofii, Calliope Torres. Carina Deluka rozstaje się z Arizoną. |    |                                           |                                                    |                 |                         |                      |                                |        |
| 316 | 23 | Cold as Ice                               | Zimna jak lód                                      | Bill D'Elia     | William Harper          | 10 maja 2018         | 16 maja 2018                   | #14.23 |
| Nastoletnia ćpunka wraca do domu Owena. Arizona rezygnuje z pracy. Alex i Jo wysyłają zaproszenia ślubne. Do szpitala wraca Nicole Herman. Matthew i April mają wypadek samochodowy. Robins i Herman otwierają ośrodek nauki prenatalnej w New York. |    |                                           |                                                    |                 |                         |                      |                                |        |
| 317 | 24 | All of Me                                 | Cała ja                                            | Debbie Allen    | Krista Vernoff          | 17 maja 2018         | 23 maja 2018                   | #14.24 |
| Nadchodzi dzień wesela Alexa Karev'a i Josephine Wilson. April odchodzi z pracy, by żyć jak nakazuje jej bóg. Bailey proponuje Teddy Altman zostanie pełniącą obowiązki szefowej w Grey+Sloan Memory Hospital. Mathew i April biorą ślub. Alex i Jo wyjeżdżają z Seattle. Teddy Altman jest w ciąży! |    |                                           |                                                    |                 |                         |                      |                                |        |